# Doutor Severiano
Doutor Severiano é um município brasileiro no interior do estado do Rio Grande do Norte, na Região Nordeste do país. Localiza-se na região do Alto Oeste, a 415 quilômetros de distância da capital do estado, Natal. Ocupa uma área de aproximadamente 114 km² e, de acordo com o Instituto Brasileiro de Geografia e Estatística (IBGE), a população em 2022 era de 7 044 habitantes, a maior parte residindo na zona rural.
As terras do município começaram a ser habitadas ainda no século XVII, tendo como desbravadores Domingos Lopes Barbalho e os irmãos Caetano de Barros Bezerra e Estevão Álvares Bezerra, porém, seu povoamento e desenvolvimento ocorreram de forma lenta e gradativa. Apenas no século XX, por volta da década de 1940, na área onde hoje está encravada a cidade surge o povoado de Mundo Novo, cuja base econômica era a agricultura.
Mundo Novo tornou-se distrito de São Miguel pela lei estadual n° 55, de 21 de dezembro de 1953, com a denominação alterada para Doutor Severiano, em referência ao caicoense Francisco Severiano de Figueiredo Sobrinho (1884-1949), que foi juiz municipal de São Miguel e deputado estadual. Em 10 de maio de 1962, por meio da lei estadual 2 784, o distrito é elevado à categoria de município, instalado oficialmente no dia 1° de janeiro de 1963, tendo como primeiro prefeito Nivaldo Moreno Pinheiro, nomeado pelo governador Aluízio Alves.

## Geografia
Distante 414 km da capital do estado, Natal, Doutor Severiano ocupa 113,737 km² de área (0,2154% da superfície estadual), dos quais 0,525 km² constituem a cidade, e tem como limites São Miguel a sul, Encanto a leste e o estado do Ceará nas demais direções, sendo a norte com Ereré e a oeste com Pereiro. Pertence à região geográfica imediata de Pau dos Ferros, dentro da região geográfica intermediária de Mossoró, conforme divisão territorial do Instituto Brasileiro de Geografia e Estatística (IBGE) vigente desde 2017. Até então, com a divisão em mesorregiões e microrregiões, fazia parte da microrregião da Serra de São Miguel, que por sua vez estava incluída na mesorregião do Oeste Potiguar.
Localizado na Serra das Porteiras, um dos contrafortes do Planalto da Borborema na região, Doutor Severiano possui um relevo bastante ondulado, formado por rochas graníticas e metamórficas do embasamento cristalino, datadas do período Pré-Cambriano Superior, entre 600 milhões e um bilhão de anos. Os solos são bem drenados, relativamente férteis e possuem textura constituída por argila, caracterizando o solo podzólico vermelho amarelo equivalente eutrófico, chamado de luvissolo na nova classificação brasileira de solos.
Esses solos são cobertos pela vegetação do bioma Caatinga, uma vegetação xerófila cujas folhas desaparecem na estação seca e, que em algumas áreas do município, apresenta-se como floresta. Doutor Severiano encontra-se com seu território inserido na bacia hidrográfica do Rio Apodi/Mossoró. sendo cortado pelos riachos Jatobá, do Merejo, Olho d’Água; os principais açudes, com capacidade igual ou superior 100 000 m³, são o Vassourinha I (630 200 m³), Trincheira (452 400 m³) e Merejo ou Vassourinha II (244 092 m³).
Levando-se em conta apenas a precipitação, o clima tropical do tipo Aw, com chuvas concentradas nos meses do primeiro semestre. Incluindo-se o índice de aridez e o risco de seca, o município está incluído na área geográfica de abrangência do semiárido brasileiro reconhecida pelo governo federal. Segundo dados da Empresa de Pesquisa Agropecuária do Rio Grande do Norte (EMPARN), de 1993 a 2020 o maior acumulado de chuva em 24 horas registrado na cidade chegou a 130 mm nos dias 14 de fevereiro de 2007 e 25 de fevereiro de 2020, seguido por 126,4 mm em 14 de janeiro de 2000, 116 mm em 20 de fevereiro de 2008 e 101 mm em 9 de janeiro de 2020. Os maiores acumulados mensais no mesmo período foram 466,2 mm em março de 2008 e 428 mm em janeiro de 2004.
| Dados climatológicos para Doutor Severiano (1993-2020) | Dados climatológicos para Doutor Severiano (1993-2020) | Dados climatológicos para Doutor Severiano (1993-2020) | Dados climatológicos para Doutor Severiano (1993-2020) | Dados climatológicos para Doutor Severiano (1993-2020) | Dados climatológicos para Doutor Severiano (1993-2020) | Dados climatológicos para Doutor Severiano (1993-2020) | Dados climatológicos para Doutor Severiano (1993-2020) | Dados climatológicos para Doutor Severiano (1993-2020) | Dados climatológicos para Doutor Severiano (1993-2020) | Dados climatológicos para Doutor Severiano (1993-2020) | Dados climatológicos para Doutor Severiano (1993-2020) | Dados climatológicos para Doutor Severiano (1993-2020) | Dados climatológicos para Doutor Severiano (1993-2020) |
| Mês                                                    | Jan                                                    | Fev                                                    | Mar                                                    | Abr                                                    | Mai                                                    | Jun                                                    | Jul                                                    | Ago                                                    | Set                                                    | Out                                                    | Nov                                                    | Dez                                                    | Ano                                                    |
| ------------------------------------------------------ | ------------------------------------------------------ | ------------------------------------------------------ | ------------------------------------------------------ | ------------------------------------------------------ | ------------------------------------------------------ | ------------------------------------------------------ | ------------------------------------------------------ | ------------------------------------------------------ | ------------------------------------------------------ | ------------------------------------------------------ | ------------------------------------------------------ | ------------------------------------------------------ | ------------------------------------------------------ |
| Precipitação (mm)                                      | 103,4                                                  | 135,4                                                  | 177,3                                                  | 187,3                                                  | 107,7                                                  | 45,6                                                   | 30,5                                                   | 8                                                      | 0,9                                                    | 1,1                                                    | 6,8                                                    | 18,4                                                   | 822,4                                                  |

## Demografia
No censo de 2022, Doutor Severiano era o 91° município em população do Rio Grande do Norte, o 1 361° no Nordeste e o 3 637° do Brasil, com 7 044 habitantes. Esse número é superior ao censo de 2010, quando residiam 6 492 pessoas. A densidade demográfica, em 2022, era de 61,93 hab./km² e a razão de sexo de 93,57, com 51,66% dos habitantes do sexo feminino e 48,34% do sexo masculino. Ao mesmo tempo, 61,43% dos habitantes viviam na zona rural e apenas 38,57% na zona urbana.
No quesito cor ou raça, pouco mais da metade (50,51%) da população era branca, 43,41% parda, 6,32% preta, 0,01% indígena e 0,01% amarela. Ainda segundo o mesmo censo, 85,2% dos habitantes acima dos dez anos se declararam católicos, 12,18% evangélicos e 0,1% espíritas. Outros 2,07% não tinham religião e 0,03% não souberam sua preferência religiosa. Outras denominações, 0,42%.
O Índice de Desenvolvimento Humano (IDH-M) do município é considerado médio. Segundo dados do relatório de 2010, divulgados em 2013, seu valor era 0,621, sendo o 57º maior do Rio Grande do Norte e o 3 680° do Brasil. Considerando-se apenas o índice de longevidade, seu valor é de 0,747, o valor do índice de renda é de 0,567 e o de educação 0,566. De 2000 a 2010, o índice de Gini a proporção de pessoas com renda domiciliar per capita de até R$ 140 caiu de 73,9% para 38%, apresentando uma redução de 48,6% durante o período. Em 2010, 62% da população vivia acima da linha de pobreza, 24,1% estava abaixo da linha de indigência e 14% encontrava-se entre as linhas de indigência e de pobreza. No mesmo ano, o índice de Gini era 0,49 e os 20% mais ricos eram responsáveis por 49,9% do rendimento total municipal, valor quase 23 vezes superior à dos 20% mais pobres, que era de apenas 2,2%.
| {{{caption}}}                                        |
| Igreja de Santa Luzia, padroeira de Doutor Severiano |

| {{{caption}}}                                 |
| Capela de São Miguel Arcanjo, no Sítio Merejo |

| {{{caption}}}                |
| Templo da Congregação Cristã |

## Política
Conforme a lei orgânica de Doutor Severiano, promulgada no dia 3 de abril de 1990, a administração municipal é feita por dois poderes, independentes e harmônicos entre si: o executivo, exercido pelo prefeito e auxiliado pelo seu secretariado, e legislativo, representado pela Câmara Municipal, constituída por nove vereadores. Cabe à casa legislativa elaborar e votar leis fundamentais à administração pública e ao executivo, especialmente o orçamento municipal. Tanto o prefeito quanto os vereadores são eleitos para mandatos de quatro anos, por meio do voto direto. Doutor Severiano é termo judiciário da comarca de São Miguel, de entrância inicial, e pertence à 43ª zona eleitoral do Rio Grande do Norte, possuindo 5 252 eleitores registrados em dezembro de 2021, de acordo com o Tribunal Superior Eleitoral (TSE), o que representa 0,223% do eleitorado potiguar.
| {{{caption}}}                                               |
| Prefeitura de Doutor Severiano, sede do executivo municipal |

| {{{caption}}}                                                 |
| Palácio José Néri de Lima, local onde se reúnem os vereadores |

## Economia
Em 2010, considerando-se a população municipal com idade igual ou superior a dezoito anos, 67% eram economicamente ativas ocupadas, 30,5% economicamente inativa e 2,5% ativa desocupada. Ainda no mesmo ano, levando-se em conta a população economicamente ativa ocupada na mesma faixa etária, 51% trabalhavam na agropecuária, 22,47% no setor de serviços, 5,53% na construção civil, 4,22% no comércio, 0,98% em indústrias de transformação e 0,42% na utilidade pública. Conforme a Estatística do Cadastro Central de Empresas de 2013, Doutor Severiano possuía 41 unidades (empresas) locais, quarenta delas atuantes e 740 trabalhadores, dos quais 386 do tipo "pessoal ocupado total" e 354 do tipo "ocupado assalariado". Salários juntamente com outras remunerações somavam 7 231 mil reais e o salário médio mensal de todo o município era de 2,1 salários mínimos.
Segundo o IBGE, em 2012 o Produto Interno Bruto (PIB) do município de Doutor Severiano era de R$ 36 376 mil, dos quais 28 106 mil do setor terciário, R$ 3 109 mil do setor secundário, R$ 2 697 mil do setor primário e  R$ 2 465 mil de impostos sobre produtos líquidos de subsídios a preços correntes. O PIB per capita era de R$ 5 230,95. Em 2013 o município possuía um rebanho de 29 964 galináceos (frangos, galinhas, galos e pintinhos), 3 810 bovinos, 2 025 suínos, 1 250 ovinos, 867 caprinos e 227 equinos. Na lavoura temporária de 2013 foram produzidos tomate (140 t), cana-de-açúcar (135 t), mandioca (43 t), milho (35 t), batata-doce (16 t) e feijão (15 t), e na lavoura permanente coco-da-baía (24 000 frutos), manga (34 t), goiaba (12 t) e castanha de caju (1 t). Ainda no mesmo ano o município também produziu 714 mil litros de leite de 1 020 vacas ordenhadas; trinta mil dúzias de ovos de galinha e 4 676 quilos de mel de abelha.
A agropecuária constitui a base econômica do município. Na indústria destaca-se a fabricação de roupas e tijolos e, no setor terciário, o comércio de alimentos, calçados, produtos eletroeletrônicos e vestimentas.

## Infraestrutura

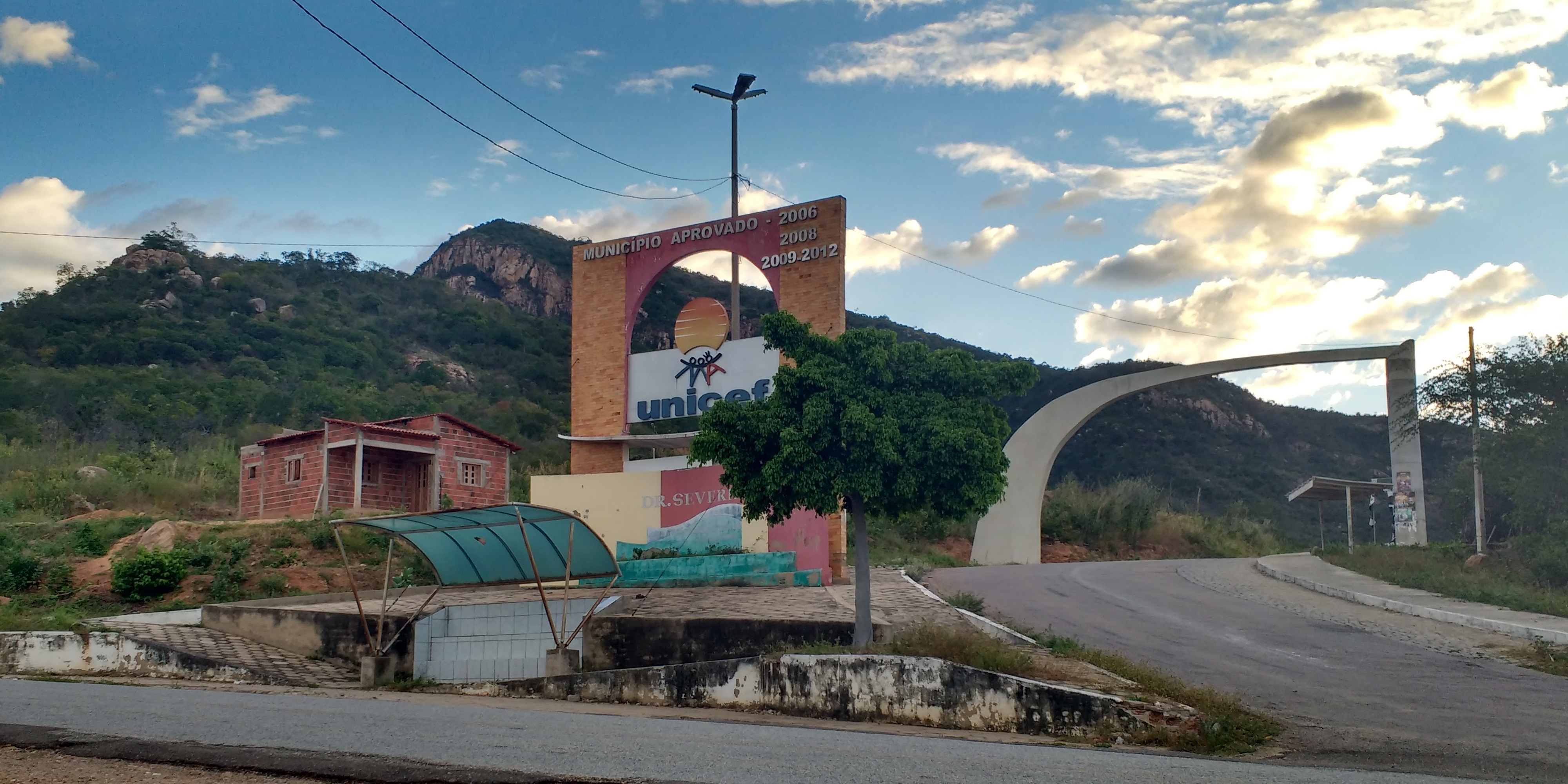
Pórticos na entrada de acesso a Doutor Severiano, pela rodovia estadual RN-177

O serviço de abastecimento de água do município, antes realizado pela Companhia de Águas e Esgotos do Rio Grande do Norte (CAERN), é feito pelo Serviço Autônomo de Água e Esgoto (SAAE), criado pela lei municipal n° 491, de 24 de julho de 2017. A Companhia Energética do Rio Grande do Norte (COSERN) é a concessionária responsável pelo fornecer eletricidade, atuando em todos os municípios do estado.
Em 2010, o município possuía 91,17% de seus domicílios com água encanada, 99,04% com eletricidade e 46,49% com coleta de lixo. Na última Pesquisa Nacional de Saneamento Básico (PNSB), realizada em 2017, a rede de abastecimento de água de Doutor Severiano tinha 22 quilômetros de extensão, com 1 543 ligações ou economias, das quais 1 503 residenciais, sendo tratados em média 1 200 m³ de água por dia. A rede coletora de esgoto, por sua vez, tinha apenas três quilômetros, com 520 ligações, todas residenciais.
O serviço telefônico móvel local é fornecido por duas operadoras, TIM e Vivo, ambas em até 4G, sendo o 084 o código de área (DDD). O Código de Endereçamento Postal (CEP) da cidade é 59910-000.  No último censo, 58,56% os domicílios tinham somente telefone celular, 6,99% celular e fixo, 1,77% apenas telefone fixo e os 32,68% restantes não possuíam nenhum. No transporte, o acesso à cidade se dá somente pela rodovia estadual RN-177. A frota municipal em 2020 era de 1 775 veículos, a maioria (1 076) constituída por motocicletas.

### Saúde
A rede de saúde de Doutor Severiano dispunha, em agosto de 2018, de três unidades básicas (UBS) e dois postos de saúde. Na cidade está o Hospital José Dezílio Fernandes, mantido pelo município, que conta com serviços de atendimento ambulatorial, urgência e emergência, dispondo de doze leitos clínicos gerais. Em 2014, foram registrados sete óbitos nas unidades de saúde do município (cinco em homens e dois em mulheres), dos quais três por doença no sistema circulatório, duas por lesão/envenenamento/causa externa, um por tumor e uma no período perinatal.
Segundo dados do Ministério da Saúde, de 2001 a 2012, foram notificados 340 casos de dengue, seis de leishmaniose e um de malária e, de 1990 a 2012, três casos de AIDS foram registrados. Em 2010, a expectativa de vida ao nascer era de 69,79 anos, com índice de longevidade de 0,747, taxa de mortalidade infantil até um ano de idade de 27,3 por mil nascidos vivos e taxa de fecundidade de 1,9 filhos por mulher. Em abril do mesmo ano, a rede profissional de saúde era constituída por 22 auxiliares de enfermagem, oito médicos (três clínicos gerais, três médicos de família, um radiologista e um cirurgião geral), quatro enfermeiros, três cirurgiões-dentistas, dois farmacêuticos e um técnico em enfermagem, totalizando quarenta profissionais. O município pertence à VI Unidade Regional de Saúde Pública do Rio Grande do Norte (URSAP-RN), sediada em Pau dos Ferros.

### Educação
| 2005 | 3,2 | 3,1 |
| 2007 | 3,7 | 3,4 |
| 2009 | 3,3 | 3,2 |
| 2011 | 4   | 3,7 |
| 2013 | 4,7 | 3,7 |

O fator "educação" do IDH no município atingiu em 2010 a marca de 0,566, ao passo que a taxa de alfabetização da população acima dos dez anos indicada pelo último censo demográfico do mesmo ano foi de 77,6% (82,3% para as mulheres e 72,7% para os homens). Ainda em 2010, Doutor Severiano possuía uma expectativa de anos de estudos de 9,99 anos, valor acima da média estadual (9,54 anos). A taxa de conclusão do ensino fundamental, entre jovens de 15 a 17 anos, era de 55,3%, enquanto o percentual de conclusão do ensino médio (18 a 24 anos) de 41,9%. Em 2014, a distorção idade-série entre alunos do ensino fundamental, ou seja, com idade superior à recomendada, era de 9,7% para os anos iniciais e 26,4% nos anos finais, enquanto no ensino médio essa defasagem era de 30,6%.
No censo de 2010, de toda a população municipal, 2 192 frequentavam creches ou escolas, sendo 2 101 na rede pública de ensino (95,85%) e 92 em redes particulares (4,16%); 1 027 cursavam o regular do ensino fundamental (46,86%), 313 o regular do ensino médio (14,28%), 203 cursos superiores de graduação (9,27%), 173 o pré-escolar (7,89%), 151 classes de alfabetização (6,89%), 147 estavam em creches (6,7%), 111 na educação de jovens e adultos do ensino fundamental (5,05%), 31 na alfabetização de jovens e adultos (1,41%), 24 na educação de jovens e adultos do ensino médio (1,11%), nove na especialização de nível superior (0,43%) e três no doutorado (0,12%). Levando-se em conta o nível de instrução da população com idade superior a dez anos, 3 578 não possuíam instrução e fundamental incompleto (65,74%), 852 fundamental completo e superior incompleto (15,65%), 802 médio completo e superior incompleto (14,73%), 200 o superior completo (3,68%) e dez com nível não determinado (0,19%). Em 2012 Doutor Severiano possuía uma rede de dez escolas de ensino fundamental (com 61 docentes), seis do pré-escolar (nove docentes) e uma de ensino médio (quinze docentes).

## Cultura
A Secretaria Municipal de Cultura e Turismo é o órgão da prefeitura responsável pela área cultural e educacional do município de Doutor Severiano, cabendo a ela que organização atividades e projetos culturais. O município possui a "Associação Artística, Cultural e Musical de Doutor Severiano", criada em 7 de novembro de 2001 com objetivo de fortalecer e valorizar a cultura severianense, sendo reconhecida de utilidade pública pelo governo do Rio Grande do Norte pela lei estadual 8 032, de 14 de dezembro do mesmo ano. Há ainda a Banda Filarmônica 10 de Maio, além de grupos de carnaval, manifestação tradicional popular, entre outros.

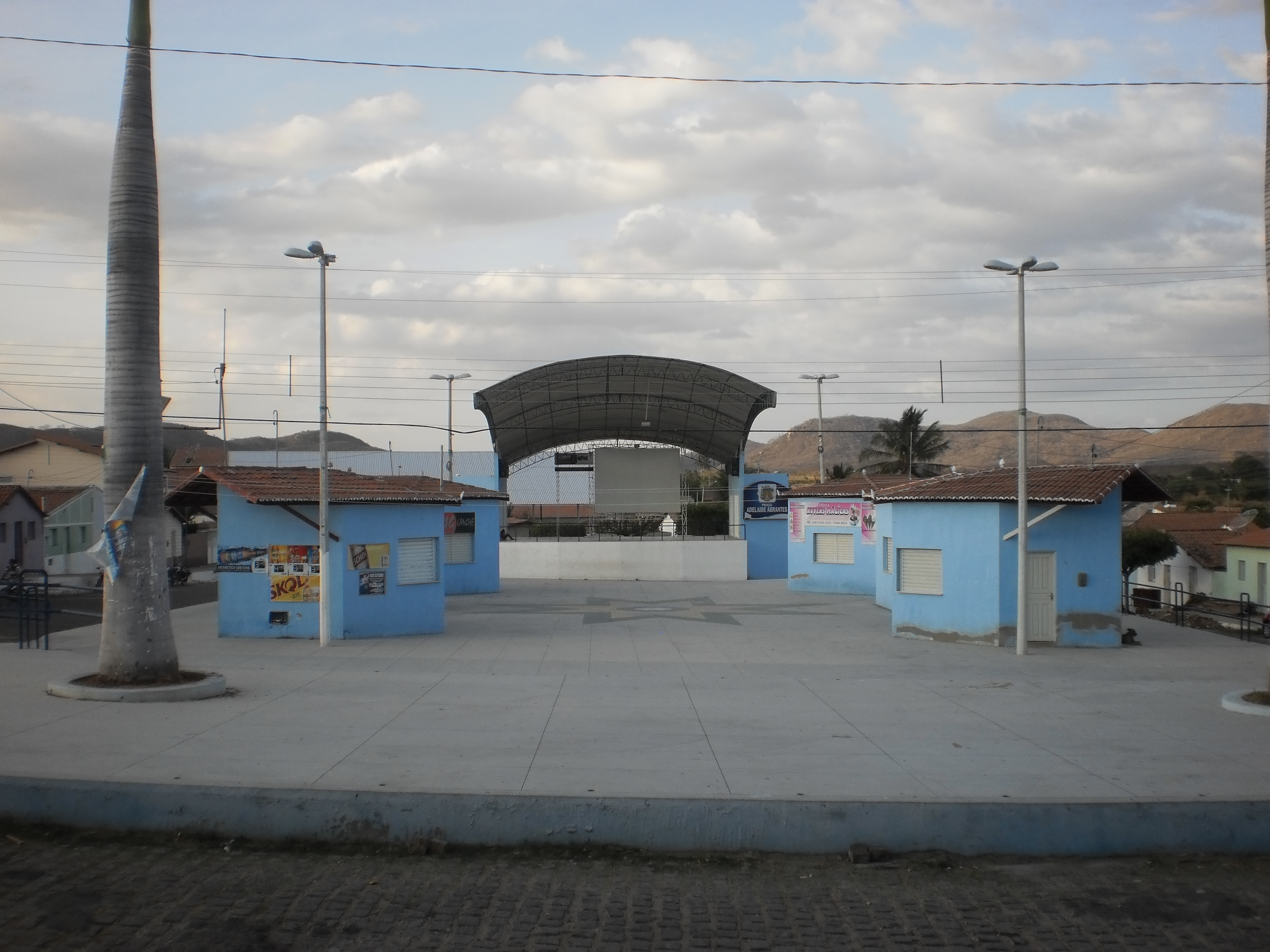
Neste local onde foi erguida a praça Adelaide Abrantes funcionou o Mercado Municipal,chamado popularmente de Barracão.

O artesanato é uma das formas mais espontâneas da expressão cultural severianense, sendo possível encontrar uma produção feita com matérias-primas regionais, como o bordado e a tapeçaria, e criada de acordo com a cultura e o modo de vida local. Normalmente essas peças são vendidas em lojas, feiras e/ou exposições, que é realizada dentro das festividades de emancipação política, contando com a participação de agricultores e artesãos, disponibilizando espaço para exposição e venda dos produtos agrícolas e artesanais, contribuindo para a movimentação da economia local. O mane9ro-pau, uma antiga manifestação de dança de origem  cafuza (índio e negro) da região ainda é cultivado.
Entre as festividades destaca-se, a festa de emancipação política, realizada no dia 10 de maio, que compreende a alvorada, realizada pela Banda Filarmônica, seguida pela solenidade de aniversário, com o hasteamento das bandeiras na sede da prefeitura, o festival de prêmios e o corte do bolo, além da programação social. É realizada junto com outros eventos, como o Concurso da Rainha do Município e o desfile cívico das escolas do município. Outros eventos culturais importantes são as festas juninas, com apresentações de danças folclóricas, quadrilhas e outras atrações, além de desfiles e da exposição de comidas típicas regionais; as festividades de Santa Luzia (3 a 13 de dezembro) e Nossa Senhora do Carmo (6 a 16 de julho), padroeira e copadroeira municipais, respectivamente; e as comemorações natalinas.
Também são realizados eventos com destaque no setor esportivo, como a Copa FM Esperança, idealizada e organizada pela Liga Desportiva Severianense; o Campeonato Municipal de Futebol em Campo, em que diversos times do município se enfrentam; a Corrida de Rua Severianense, que consiste em um percurso a partir da entrada da cidade (posto de combustível Santa Luzia), percorrendo algumas ruas, até a região central; e os Jogos Escolares de Doutor Severiano (JEDS), com a participação das escolas do município, estaduais e municipais, em diversas modalidades. Há ainda incentivos à prática de esportes.